# Istruzione in Francia
L'istruzione in Francia è simile a quella italiana. La scuola superiore e la scuola dell'infanzia sono facoltative, mentre le scuole primaria e secondaria sono obbligatorie.

## Storia
Agli inizi del Novecento la scuola francese era suddivisa in due distinti percorsi educativi, separati per censo e per classe sociale. La scuola comunale, ossia la scuola del popolo, era gratuita e positivista. I licei e i collegi, ovvero la scuola dell’aristocrazia e della ricca borghesia, erano a pagamento, tradizionalisti nei contenuti e nei metodi e, per la metà, erano costituiti da istituti religiosi. 
La genesi della prima situazione risale al 1880, quando Jules Ferry, ministro dell’istruzione, volle "una scuola elementare in ogni municipio a costo di occupare l’ufficio del sindaco. Un atto che, insieme allo stipendio statale e alla pensione per i maestri, metteva definitivamente fine al monopolio che la Chiesa aveva avuto nel campo dell’educazione negli anni della Restaurazione e in quelli del Secondo Impero"; la battaglia decisiva si svolse in ambito rurale, che era ancora ampiamente conservatore, e qui decisivo fu il ruolo dei maestri. Spesso osteggiati dai tradizionalisti, dal clero e dai notabili locali, obbligati a comportamenti severi e rigorosi, dal 1880 gli “ussari neri della Repubblica”, come li definì Charles Peguy, «furono la versione laica del prete. Figli della classe contadina, erano disprezzati dai notabili e visti con soggezione dal popolo. Assegnati lontano da casa, furono a lungo degli isolati: una condizione pesante, soprattutto per le donne, che, assai più della vocazione, spiega la poca propensione al matrimonio. Ma il loro isolamento li spinse a sviluppare, per sé e per i loro allievi, ruoli e funzioni oggi insostituibili nella vita di ogni comunità francese: l’escursionismo, il campeggio, la raccolta museale di reperti storici, botanici e minerari, la corrispondenza con gli altri maestri e di conseguenza la letteratura pedagogica, la storiografia locale, dal momento che oltre che maestri erano spesso anche segretari comunali».
Per capovolgere la seconda situazione, riguardante l'istruzione superiore, fu invece determinante, nel 1904, il divieto di istituire scuole religiose; le successive leggi del 1905, sulla separazione tra Stato e Chiesa, costituirono «il punto di non ritorno, istituendo quel principio di “saperi repubblicani” da cui nessuna delle due sponde della politica francese è oggi in grado di prescindere».

## Scuola dell'infanzia (École maternelle)
| Nome italiano  | Nome francese    | N° anno | Durata (età) | Nome corso           |
| -------------- | ---------------- | ------- | ------------ | -------------------- |
| Scuola materna | École maternelle | 1       | 2-3          | Toute petite section |
| Scuola materna | École maternelle | 2       | 3-4          | Petite section       |
| Scuola materna | École maternelle | 3       | 4-5          | Moyenne section      |
| Scuola materna | École maternelle | 4       | 5-6          | Grande section       |

## Scuola primaria (École primaire)
| Nome italiano     | Nome francese     | N° anno | Durata (età) | Nome corso                       |
| ----------------- | ----------------- | ------- | ------------ | -------------------------------- |
| Scuola elementare | École élémentaire | 1       | 6-7          | CP (Cours preparatorie 1e année) |
| Scuola elementare | École élémentaire | 2       | 7-8          | CE1 (Cours élémentaire 2e année) |
| Scuola elementare | École élémentaire | 3       | 8-9          | CE2 (Cours élémentaire 3e année) |
| Scuola elementare | École élémentaire | 4       | 9-10         | CM1 (Cours moyen 4e année)       |
| Scuola elementare | École élémentaire | 5       | 10-11        | CM2 (Cours moyen 5e année)       |

## Scuola secondaria (Collège)
| Nome italiano     | Nome francese | N° anno | Durata (età) | Nome corso           |
| ----------------- | ------------- | ------- | ------------ | -------------------- |
| Scuola secondaria | Collège       | 1       | 11-12 anni   | Sixième (6e année)   |
| Scuola secondaria | Collège       | 2       | 12-13 anni   | Cinquième (5e année) |
| Scuola secondaria | Collège       | 3       | 13-14 anni   | Quatrième (4e année) |
| Scuola secondaria | Collège       | 4       | 14-15 anni   | Troisième (3e année) |

Dopo aver frequentato il collège, bisogna superare un esame chiamato "Diplôme national du brevet" (DNB); dopodiché, si possono scegliere fra tre opzioni facoltative:
- frequentare due anni in un istituto professionale, con il conseguimento del "Certificat d'aptitude professionel" (CAP);
- frequentare tre anni in un istituto professionale, conseguendo al secondo anno o il CAP o il "Brevet d'études professionels" (BEP) e finendo la scuola con il Baccalauréat (maturità), chiamato correntemente Bac, professionale;
- iniziare il primo dei tre anni di lycée con la 2de générale et technologique, proseguendo poi per altri due anni scegliendo o l'indirizzo technologique o l'indirizzo général e finendo con i Bac inerenti all'indirizzo scelto.

Il liceo si suddivide in:
- liceo tecnologico e generale;
- liceo professionale.

Durano entrambi tre anni e si concludono con il Baccalauréat.

## Giudizi
I voti, chiamati notes, vanno da 0 a 20 e la pagella (bullettin trimestriel) contiene un giudizio del professore.